# 青岛人口
青岛市的人口自建置至今，因政权更替和政策环境变化呈现明显的阶段性变化。在忽略境域范围变化的情况下，总体由建置初期的万余人，经历两甲子有余发展到如今的近千万人。

## 人口发展
19世纪末青岛建置初期，有青岛村、大鲍岛村、小鲍岛村、孟家沟村、会前村、杨家村、小泥洼、扫帚滩等20余个村庄，总人口1万余人，主要从事农业、渔业、家庭手工业以及商贸业。
德国设立租借地后，城市逐步发展，人口逐渐增多。1897年，胶澳总督府调查胶澳租借地共有人口8.3万人。1901年内界（青岛、大鲍岛、台东镇、台西镇）人口总数为14000余人，其中外侨600人，德国军队1500人。1902年，胶澳总督府再次统计内界人口，除驻军外，计有中国人1.49万人，欧洲人688人。1910年统计，租借地内人口共有16.11万人。1913年内界人口发展到53312人。其间，主要由于男性劳动力的涌人，男、女性别比差异很大，1902年竟为1295.37:100，最小1913年467.92:100。
第一次日本占领时期，工商业和外贸进出口相应发展。期间日本人大批移民青岛，市区人口增加，1918年达78804人。
1922年中国政府收回青岛主权后，由中国政府主持进行了第一次全市性人口普查，全市人口增至28.9万人。1934年再次普查时，全市共有人口44.6万人。1936年，市区人口达57万余人。1937年“七七事变”后，由于战争，人口大批外迁，当年统计全市人口381364人，比1936年减少19万人。
第二次日本占领时期，人口变化曲线起伏。既有1937年撤离的日本人复涌入，又有大批劳工被掠往东北和日本本土。太平洋战争爆发后，青岛实行物资统制，英美等国侨民撤离，工厂企业大批倒闭或停产，人口外迁导致总数降低。1943年市区人口降至441473人，较最高年1941年626234人，减少16万余人。
南京国民政府第二次统治时期，日本侨民撤离，抗战期间外流人口返回，同时共产党统治地区的国民党军政人员、地主、还乡团等人口涌入青岛，使青岛人口剧增，仅1946年即达753369人，1948年突破100万，男女性别比降低至118.93:100。
共和国成立后，青岛人口发生了很大变化，人口增长逐步由无计划状态向有计划状态发展。1949年末，全市人口405.7万人，其中市辖区（市南、市北、台西、台东、四方、沧口）人口为58.3万人，非农业人口68.6万人，人口密度381人/平方千米；出生率为28.66人，死亡率为15.03人，自然增长率为13.63人，人口的发展处于盲目自然增长状态，出生率高、死亡率高、低自然增长率、人口素质差，平均寿命仅有40岁左右。1970年代初，人口增长模式为高出生率、低死亡率、高自然增长率；1980年以来为低出生率、低死亡率、低自然增长率。

## 人口数量
2010年第六次全国人口普查结果显示，青岛市常住人口为871.51万人，同第五次全国人口普查的数据相比，十年共增加了122.09万人，增长率16.29%，年平均增长率1.52%。总人口性别比（以女性为100，男性对女性的比例）为101.58。青岛有52个少数民族，总数仅为7.67万人，占总人口的约0.88%。此外，青岛还有众多外籍常住人口，其中最多的是来自于隔海相望的韩国，到2008年为止约15万人左右。（韩国驻青总领事馆给出的数据是16万，常住15万，另1万持旅游签证）
| 名称   | 代码   | 行政中心 驻地 | 下辖 街道/镇数 | 面积 （平方千米） | 常住人口 （万人） | 人口密度 （人/平方千米） | 行政区划图 |
| ------ | ------ | ------------- | -------------- | ----------------- | ----------------- | ------------------------ | --- |
| 市南区 | 370202 | 香港中路街道  | 11 / 0         | 32.21             | 48.66             | 15108                    | 市南区 市北区 李沧区 崂山区 金家岭 城阳区 红岛经济区 黄岛区 青岛开发区 董家口 即墨区 蓝谷核心区 胶州市 平度市 莱西市 |
| 市北区 | 370203 | 敦化路街道    | 22 / 0         | 65.85             | 109.69            | 16657                    | 市南区 市北区 李沧区 崂山区 金家岭 城阳区 红岛经济区 黄岛区 青岛开发区 董家口 即墨区 蓝谷核心区 胶州市 平度市 莱西市 |
| 黄岛区 | 370211 | 长江路街道    | 14 / 08        | 2128.31           | 190.36            | 894                      | 市南区 市北区 李沧区 崂山区 金家岭 城阳区 红岛经济区 黄岛区 青岛开发区 董家口 即墨区 蓝谷核心区 胶州市 平度市 莱西市 |
| 崂山区 | 370212 | 金家岭街道    | 5 / 0          | 395.79            | 50.24             | 1269                     | 市南区 市北区 李沧区 崂山区 金家岭 城阳区 红岛经济区 黄岛区 青岛开发区 董家口 即墨区 蓝谷核心区 胶州市 平度市 莱西市 |
| 李沧区 | 370213 | 李村街道      | 11 / 0         | 99.10             | 73.73             | 7440                     | 市南区 市北区 李沧区 崂山区 金家岭 城阳区 红岛经济区 黄岛区 青岛开发区 董家口 即墨区 蓝谷核心区 胶州市 平度市 莱西市 |
| 城阳区 | 370214 | 城阳街道      | 8 / 0          | 583.68            | 110.69            | 1901                     | 市南区 市北区 李沧区 崂山区 金家岭 城阳区 红岛经济区 黄岛区 青岛开发区 董家口 即墨区 蓝谷核心区 胶州市 平度市 莱西市 |
| 即墨区 | 370215 | 通济街道      | 11 / 04        | 1920.90           | 133.61            | 696                      | 市南区 市北区 李沧区 崂山区 金家岭 城阳区 红岛经济区 黄岛区 青岛开发区 董家口 即墨区 蓝谷核心区 胶州市 平度市 莱西市 |
| 区小计 | 区小计 | 区小计        | 82 / 12        | 5225.84           | 717.25            | 1373                     | 市南区 市北区 李沧区 崂山区 金家岭 城阳区 红岛经济区 黄岛区 青岛开发区 董家口 即墨区 蓝谷核心区 胶州市 平度市 莱西市 |
| 胶州市 | 370281 | 三里河街道    | 8 / 04         | 1323.65           | 98.78             | 746                      | 市南区 市北区 李沧区 崂山区 金家岭 城阳区 红岛经济区 黄岛区 青岛开发区 董家口 即墨区 蓝谷核心区 胶州市 平度市 莱西市 |
| 平度市 | 370283 | 凤台街道      | 5 / 12         | 3175.65           | 119.13            | 375                      | 市南区 市北区 李沧区 崂山区 金家岭 城阳区 红岛经济区 黄岛区 青岛开发区 董家口 即墨区 蓝谷核心区 胶州市 平度市 莱西市 |
| 莱西市 | 370285 | 水集街道      | 3 / 08         | 1568.22           | 72.01             | 459                      | 市南区 市北区 李沧区 崂山区 金家岭 城阳区 红岛经济区 黄岛区 青岛开发区 董家口 即墨区 蓝谷核心区 胶州市 平度市 莱西市 |
| 市小计 | 市小计 | 市小计        | 16 / 24        | 6067.52           | 289.93            | 478                      | 市南区 市北区 李沧区 崂山区 金家岭 城阳区 红岛经济区 黄岛区 青岛开发区 董家口 即墨区 蓝谷核心区 胶州市 平度市 莱西市 |
| 总计   | 总计   | 总计          | 98 / 36        | 11293.36          | 1007.17           | 892                      | 市南区 市北区 李沧区 崂山区 金家岭 城阳区 红岛经济区 黄岛区 青岛开发区 董家口 即墨区 蓝谷核心区 胶州市 平度市 莱西市 |

## 少数民族
青岛市的少数民族有满、回、朝鲜、壮、蒙古、土家、苗、锡伯、高山、维吾尔、瑶、白、藏、低佬、伦佬、舍、布依、纳西、侗、达斡尔、彝、水、怒、俄罗斯、傣、毛难、鄂伦春、僳僳、伉、哈尼、鄂温克、土、拉枯、普米、撒拉、景颇、羌、黎、哈萨克、东乡、柯尔克孜、布朗、阿昌、塔吉克、裕固、京、塔塔尔、独龙、基诺、赫哲族等50个。
少数民族分布以市区为主，部分少数民族居住相对集中，如满族主要分布于李沧区，回族主要分布于市北区，其他民族分布较为分散。世居青岛的少数民族由于长期与当地汉族杂居，在经济形态、文化生活、服饰和一般习俗方面都与汉族基本相同，但是由于文化传统的影响，这些民族在一些风俗习惯上还保留着各自的民族特点。青岛满族在家人的称谓及饮食等方面仍保持一些独特的民族风俗。青岛回族人信仰伊斯兰教，每逢宗教节日都要到清真寺做礼拜，丧事仍实行土葬，在马兰顶建有回民墓地。青岛蒙古族居民经常使用蒙语交谈或通信，信仰喇嘛教。

## 期望寿命与老龄化
截至2010年末，青岛市居民期望寿命为80.1岁。全市百岁以上老人保守估计约为700人。
青岛的计划生育工作使人口发展处在稳定的低生育水平上；人民生活水平和医疗卫生保健事业的改善降低了死亡率，使得65岁及以上人口占总人口的比重持续上升，造成人口老龄化进程加快。1987年，青岛市人口年龄构成类型已进入老年型，步入老龄化社会。截止2011年末，青岛市60岁以上老年人口为132.7万人，占总人口的17.3%。城市老年人空巢比例为66%，农村老人空巢比例为70%。青岛的老龄化程度仅次于上海和天津，名列国内第三。
| 男性    | 年齡  | 女性    |
| ------- | ----- | ------- |
| 26,116  | 85+   | 46,476  |
| 51,104  | 80-84 | 70,816  |
| 89,852  | 75-79 | 103,121 |
| 120,541 | 70-74 | 118,823 |
| 136,833 | 65-69 | 130,267 |
| 198,212 | 60-64 | 193,093 |
| 302,892 | 55-59 | 298,768 |
| 304,668 | 50-54 | 296,753 |
| 375,314 | 45-49 | 366,085 |
| 411,143 | 40-44 | 402,676 |
| 377,503 | 35-39 | 364,761 |
| 320,905 | 30-34 | 319,688 |
| 337,973 | 25-29 | 345,102 |
| 477,063 | 20-24 | 458,770 |
| 252,673 | 15-19 | 245,425 |
| 203,507 | 10-14 | 190,586 |
| 200,143 | 5-9   | 185,595 |
| 205,302 | 0-4   | 186,538 |

## 户籍制度
2007年9月1日，青岛市在全市范围内取消农业、非农业户口性质的划分，按照常住居住地登记户口的原则，统一登记为居民户口。

## 统计数据
依据历年青岛统计年鉴和青岛市统计公报，将全市人口总数汇总如下：
| 年份 | 户籍人口（万人） | 常住人口（万人） |
| ---- | ---------------- | ---------------- |
| 1949 | 405.655          |                  |
| 1952 | 423.3586         |                  |
| 1957 | 482.2756         |                  |
| 1962 | 462.7432         |                  |
| 1965 | 490.167          |                  |
| 1970 | 539.1852         |                  |
| 1975 | 574.2206         |                  |
| 1978 | 585.3321         |                  |
| 1980 | 596.1129         |                  |
| 1985 | 626.7223         |                  |
| 1988 | 651.692          |                  |
| 1989 | 657.1597         |                  |
| 1990 | 666.6482         |                  |
| 1991 | 670.9277         |                  |
| 1992 | 673.1072         |                  |
| 1993 | 675.3497         |                  |
| 1994 | 678.5291         |                  |
| 1995 | 684.6346         |                  |
| 1996 | 690.2677         |                  |
| 1997 | 695.4391         |                  |
| 1998 | 699.5666         |                  |
| 1999 | 702.9707         |                  |
| 2000 | 706.6481         | 749.42           |
| 2001 | 710.4875         |                  |
| 2002 | 715.6537         |                  |
| 2003 | 720.6806         |                  |
| 2004 | 731.1228         |                  |
| 2005 | 740.9052         | 819.55           |
| 2006 | 749.3812         | 829.42           |
| 2007 | 757.991          | 838.67           |
| 2008 | 761.5647         | 845.61           |
| 2009 | 762.9161         | 850.03           |
| 2010 | 763.6392         | 871.51           |
| 2011 | 766.3612         | 879.51           |
| 2012 | 769.5585         | 886.85           |
| 2013 | 773.67           | 896.41           |
| 2014 | 780.64           | 904.62           |
| 2015 | 783.09           | 909.7            |
| 2016 | 791.35           | 920.4            |

## 備註
1. ↑  2018年度全国土地变更调查的数据
2. ↑  第七次全国人口普查（2020年11月1日零时的数据）
3. ↑  人口统计范围为现行行政区划范围，往年未划入青岛市的区域的人口均计入
4. ↑  加粗者为普查数据，其他为1%抽样调查推算数据
5. ↑   註: